# CivCity: Rome
CivCity: Rome — трёхмерная компьютерная игра в жанре градостроительный симулятор. Игра воспроизводит цивилизацию Римской империи в масштабе отдельно взятого города. В процессе игры игрок должен выполнить отдельные миссии, например, построить какое-нибудь чудо света, достичь определённого уровня жизни граждан, или отправить определённое число определённого товара.
Миссии подразделяются на мирные и военные. В мирных миссиях игрок только строит и развивает город, в военных ему приходится также отражать нападения врагов.

## Отзывы
| Сводный рейтинг | Сводный рейтинг |
| Агрегатор       | Оценка          |
| --------------- | --------------- |
| GameRankings    | 68,76 %         |